# Путь наверх (фильм)
«Путь наверх» (англ. Room at the Top) — драма Джека Клейтона 1959 года по одноимённому роману английского писателя Джона Брэйна.

## Сюжет
Фильм рассказывает о честолюбивом провинциале Джо Лэмптоне (Лоуренс Харви), который приезжает в соседний город в надежде сделать карьеру, и пытающегося найти своё место под солнцем. Мечты могут осуществиться с помощью Сьюзен (Хизер Сирс), прекрасной дочери самого богатого и влиятельного человека города — мистера Брауна (Дональд Вулфит). Чтобы с нею сблизиться, Джо записывается в местный любительский театр, где играет Сьюзен, и знакомится с Элис Эйсджил (Симона Синьоре), красивой женщиной в летах, муж которой постоянно ей изменяет. Элис ему созвучна, они становятся друзьями, затем любовниками; позже Джо бросает Элис, сближается с Сьюзен, влюбляет её в себя и проводит с ней ночь, но это не приносит ему радости. Её родители сильно против Джо Лэмптона, и, чуя неладное, отсылают свою дочь в Европу на некоторое время.
Джо понимает, что по-настоящему любит Элис, и возвращается к ней; он уже отказался от своих честолюбивых планов, и они вместе планируют пожениться, но в это время возвращается Сьюзен, и оказывается, что она беременна. Мистер и миссис Браун спешно готовят свадьбу; Элис, услышав об этом, направляется в бар, и сильно перебрав, отправляется на машине на тот холм, где они с Джо впервые сблизились, но по возвращении попадает в аварию и погибает. Джо, узнав о гибели Элис, тоже пытается заглушить горе алкоголем, ввязывается в драку и его избивают до полусмерти. Финальные кадры — свадьба Джо и Сьюзен.

## Создатели фильма

### В главных ролях
- Лоуренс Харви — Джо Лэмптон
- Симона Синьоре — Элис Эйсджил
- Хизер Сирс — Сьюзен Браун
- Гермиона Баддели — Элспет
- Дональд Вулфит — мистер Браун
- Амброзина Филлпоттс — миссис Браун
- Дональд Хьюстон — Чарльз Соумс
- Бэзил Дигнам[англ.] — священник

### Съёмочная группа
- Режиссёр: Джек Клейтон
- Оператор: Фредди Фрэнсис
- Сценаристы: Джон Брэйн, Нил Пэтерсон, Мордукей Рихлер
- Композитор: Марио Нашимбене
- Монтажёр: Ральф Кемплен
- Продюсеры: Рэймонд Анзарут, Джеймс Вулф, Джон Вулф

## Награды
- 1959 — Каннский кинофестиваль: Серебряная премия за лучшую женскую роль (Симона Синьоре)

Участие в конкурсной программе
- 1959 — Премия Британской киноакадемии: Лучший фильм, Лучший английский фильм, Лучшая иностранная актриса (Симона Синьоре)

Номинации: Лучший британский актёр (Дональд Вулфит), Лучший британский актёр (Лоуренс Харви), Лучшая британская актриса (Гермиона Бадделей), Самый многообещающий новичок (Мэри Пич)
- 1959 — Премия Национального совета обозревателей в США: Лучшая женская роль

Номинация: Лучший зарубежный фильм
- 1959 — Премия «Юсси» в Финляндии: Почётный диплом иностранной актрисе
- 1960 — Премия «Оскар»: Лучшая женская роль (Симона Синьоре), Лучший адаптированный сценарий (Нил Пэтерсон)

Номинации: Лучший фильм, Лучший режиссёр (Джек Клейтон), Лучшая мужская роль (Лоуренс Харви), Лучшая женская роль второго плана (Гермиона Бадделей)
- 1960 — Премия «Золотой Глобус»: Приз Сэмьюэла Голдвина

Номинация: Лучшая женская драматическая роль (Симона Синьоре)
- 1960 — Премия «Laurel[англ.]»

Номинация: Лучшая женская драматическая роль (Симона Синьоре)